# Elettrologia
L'elettrologia è la parte della fisica che spiega come le cariche elettriche si muovono lungo un conduttore e dove esse si situano ed è perciò la scienza che studia l'elettricità e il comportamento degli elettroni.

## Strumenti correlati
- Elettroscopio
- Gabbia di Faraday
- Elettroforo di Volta